# Катастрофа Ан-2 под Усть-Каменогорском
Катастрофа Ан-2 под Усть-Каменогорском — авиационная катастрофа самолёта Ан-2 авиакомпании Аэрофлот, произошедшая 12 февраля 1968 года в Восточно-Казахстанской области в окрестностях Усть-Каменогорска, в результате которой погибли 4 человека.

## Катастрофа
Ан-2 с бортовым номером СССР-28946 Семипалатинского авиаотряда Казахского управления гражданской авиации и под управлением экипажа во главе с командиром (КВС) Г. Т. Антипиным выполнял регулярный пассажирский рейс из Семипалатинска в Урджар. Всего на борту находились 2 члена экипажа и 12 пассажиров.
Во время полёта самолёт попал в мощный снегопад, однако экипаж продолжил визуальный полёт, несмотря на ограниченную видимость. Через некоторое время самолёт врезался в гору и разрушился. В происшествии погибли 4 пассажира.